# Eselbach (Weißach)
Der Eselbach, auch Esselbach genannt, ist ein 2,8 Kilometer langer Bach auf der Gemarkung der Stadt Knittlingen im Enzkreis in Baden-Württemberg, der von links in die Weißach mündet.

## Name
Der Bach wird erstmals schriftlich im Jahr 1547 als esselbach erwähnt. Der Name bezieht sich auf einen „steinernen Esel“, an welchem er vorbeifließt.

## Geographie

### Verlauf

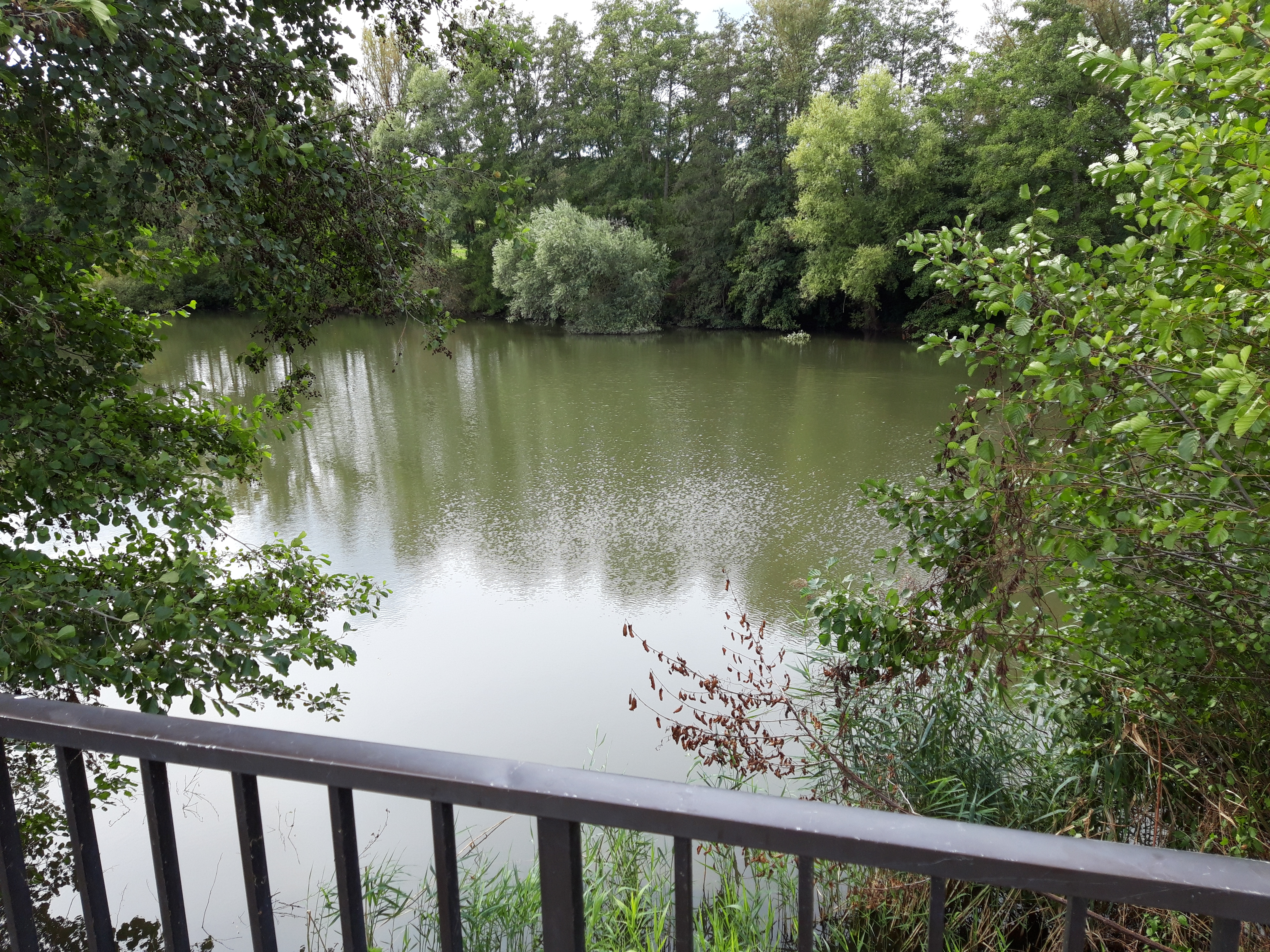
See im Engenthalbruch bei Knittlingen

Der Eselbach entspringt etwa einen Kilometer südlich von Knittlingen westlich der Bundesstraße 35 und am Rand des Schillingswalds auf etwa 220 m ü. NHN. Zunächst fließt er in nördlicher Richtung parallel zur Bundesstraße und ist nach etwa 700 Metern zu einem See von einem Hektar Größe angestaut, der Engentalsee genannt wird. Danach quert er die Stuttgarter Straße und tritt auf deren anderer Seite ins bebaute Gebiet von Knittlingen ein, wo er bald in einem Gewerbegebiet die Daimlerstraße kreuzt. Anschließend verläuft der Bach parallel zur Schillerstraße zwischen Wohnhäusern. Nach etwa zwei Kilometern kreuzt er im Zuge seiner Wendung nach Westnordwesten erneut die Stuttgarter Straße. Kurz darauf führt sein Lauf in einem eingedolten Abschnitt südlich am Knittlinger Ortskern vorbei, parallel zur nach ihm benannten Esselbachstraße. Nach einer Gesamtlänge von rund 2,8 Kilometern mündet er schließlich im Schrebergärtengewann „Obere Lüsse“ auf etwa 185 m ü. NHN von links in die Weißach.

### Einzugsgebiet
Der Eselbach entwässert eine Fläche von etwa 6 km², die naturräumlich zum Kraichgau gehört. Nach einer älteren naturräumlichen Karte gehört sein Einzugsgebiet zu einem namenlosen Rand-Fragment des Unterraumes Kraich-Saalbach-Hügelland, nach einer jüngeren dagegen zum Bauschlotter Platte genannten Teil des Unterraumes Pfinzhügelland. Der mit etwa 340 m ü. NHN höchste Punkt liegt an der Südostecke auf der Waldhochfläche des Buchwaldes, der auf Knittlingen im Nordwesten zu über den Hang des Rotenbergs abfällt, während deren Südabhang, der Elfinger Berg, schon jenseits der Wasserscheide liegt. Der ganz gewässerlose Hochflächenanteil von etwa 0,2 km² gehört zur Stadt Maulbronn, das übrige Einzugsgebiet dagegen zur Stadt Knittlingen.
Im Norden und Osten grenzt das Einzugsgebiet der aufnehmenden Weißach an, im Süden und Westen das der Saalbach, in das wiederum diese mündet.
Etwa 2,5 km² des Areals sind mit Wald bedeckt. Daran hat der Schillingswald westlich des Oberlaufs mit rund 1,7 km² den größten Anteil, gefolgt vom deutlich höheren Buchwald mit 0,7 km² östlich davon. Dem unbebauten, auch ins obere Tal hereinziehenden Nordsaum der Waldhöhen entlang erstreckt sich eine breite Zone mit Obstwiesen, teils auch mit Weinbergen, die größte Rebfläche liegt am westexponierten Abhang der Reichshalde rechtsseits über dem Bachursprung. Das übrige Offenland wird meist beackert. Etwa ein Sechstel der Gesamtfläche ganz im Norden ist bebautes Gebiet von Knittlingen, dem einzigen Siedlungsplatz im Einzugsgebiet.

### Zuflüsse
Gemäß der LUBW gibt es lediglich einen namenlosen Zufluss. Dieser mündet wenig oberhalb der Eselbachmündung auf über 190 m ü. NHN gegenüber dem Knittlinger Ortskern am Kreuzungsbereich Esselbachstraße/Pforzheimer Straße/Pflegmühleweg von links in den Eselbach. Er ist 1,4 km lang, wird im Volksmund Krebsbach genannt und hieß im Oberlauf ursprünglich Gletschenbach (1601), später Rainbächle. Er nimmt selbst von links das nur selten Wasser führende Hellergrabenbächle auf.
Daneben gibt es weiter oben am Lauf im Bereich des Engentalsees einen kleinen Zufluss von links im Engenthaler Bruch, der Schmidsbächle genannt wird, sowie weiter aufwärts nahe der Quelle weitere und längere Waldbäche, die aus Waldklingen im Schillingswald von Südwesten her zufließen und nur zeitweise Wasser führen.

## Geologie
Im Einzugsgebiet liegt im Untergrund überwiegend Gipskeuper (Grabfeld-Formation), im nordwestlichen Einzugsgebiet um den Krebsbach genannten Zufluss steht teilweise auch Lettenkeuper (Erfurt-Formation) an. Beide Schichten sind auf großen Teilen des Einzugsgebietes mit Lösssediment aus dem Quartär überlagert.
Nahe dem Südrand des Einzugsgebietes liegt über den Weinbergen der Reichshalde auf der Spornhöhe der Schanze eine aufgelassene Mergelgrube, die den Übergangsbereich von Gipskeuper zum überlagernden Schilfsandstein (Stuttgart-Formation) aufschließt, der aber dort auf einem der höchsten Punkte des Einzugsgebietes (vermutlich wegen Lössüberdeckung) auf der geologischen Karte nicht ausgewiesen ist.

### LUBW
Allgemeiner Einstieg ohne Voreinstellungen und Layer: Daten- und Kartendienst der Landesanstalt für Umwelt Baden-Württemberg (LUBW) (Hinweise)
1. 1 2  Länge nach dem Layer Gewässernetz (AWGN).
2. ↑  Einzugsgebiet nach dem Layer Basiseinzugsgebiet (AWGN).
3. ↑  Höhe nach dem Höhenlinienbild auf dem Hintergrundlayer Topographische Karte.
4. ↑  abgemessen auf dem Hintergrundlayer Topographische Karte.

### Andere Belege
1. ↑  Karl Weisert: Knittlingen. Geschichte einer Stadt. Kohlhammer, Stuttgart 1968, S. 56
2. ↑  Josef Schmithüsen: Geographische Landesaufnahme: Die naturräumlichen Einheiten auf Blatt 161 Karlsruhe. Bundesanstalt für Landeskunde, Bad Godesberg 1952. → Online-Karte (PDF; 5,1 MB)
3. ↑  Friedrich Huttenlocher, Hansjörg Dongus: Geographische Landesaufnahme: Die naturräumlichen Einheiten auf Blatt 170 Stuttgart. Bundesanstalt für Landeskunde, Bad Godesberg 1949, überarbeitet 1967. → Online-Karte (PDF; 4,0 MB)
4. ↑  Karl Weisert (1968): S. 31
5. ↑  Geologie nach den Layern zu Geologische Karte 1:50.000 auf: Mapserver des Landesamtes für Geologie, Rohstoffe und Bergbau (LGRB) (Hinweise)